# Loxosceles russelli
Espèce
Loxosceles russelli est une espèce d'araignées aranéomorphes de la famille des Sicariidae.

## Distribution
Cette espèce est endémique de Californie aux États-Unis,. Elle se rencontre dans la vallée de la Mort.

## Description
Le mâle holotype mesure 6,3 mm et la femelle 9 mm.

## Étymologie
Cette espèce est nommée en l'honneur de Findlay E. Russell.

## Publication originale
- Gertsch & Ennik, 1983 : The spider genus Loxosceles in North America, Central America, and the West Indies (Araneae, Loxoscelidae). Bulletin of the American Museum of Natural History, vol. 175, p. 264-360 (texte intégral).